# Anita, Iowa
Anita är en ort i Cass County i Iowa. Ortens motto är "A Whale of a Town". Markägaren och postmästaren Lewis Beason föreslog namnet Anita efter en släkting, Anita Cowles.

## Kända personer från Anita
- Stuart P. Sherman, litteraturhistoriker